# Леший (Marvel Comics)
Ле́ший (англ. Man-Thing), настоящее имя — доктор Теодо́р «Тед» Са́ллис (англ. Dr. Theodore "Ted" Sallis) — супергерой, появляющийся в американских комиксах издательства Marvel Comics. Созданный сценаристами Стэном Ли и Роем Томасом и художниками Джерри Конвеем и Грэем Морроу, персонаж дебютировал в Savage Tales #1 (май, 1971), после чего продолжил фигурировать в других сериях комиксов, а также обзавёлся своей собственной серией, включая Adventure into Fear, где также был введён Утка Говард.
На творчество таких писателей как Нил Гейман оказал большое влияние выпуск #39, написанный Стивом Гербером, который был признан культовым.
Леший представлен как большой, медлительный, эмпатийный, гуманоидый болотный монстр, живущий во Флориде, Эверглейдс, неподалёку от резервации семинолов, в вымышленном городе Цитрусвилле.
Дебют персонажа в живом действии состоялся в фильме «Леший» (2005), где его роль исполнил Конан Стивенс. Позже Леший появился в спецвыпуске Кинематографической вселенной Marvel (КВМ) «Ночной оборотень» (2022), где его озвучил Кэри Джонс, а Джеффри Форд обеспечил дополнительное озвучивание.

## Биография
Учёный Тед Саллис работал над воссозданием формулы сыворотки суперсолдат, создавшей в 1940-х героя Капитана Америку. Согласно Web of Spider-Man vol. 2 #6, Саллис в какой-то момент работал с доктором Куртом Коннорсом, вскоре после того, как его рука была ампутирована и он начал ставить эксперименты, которые в конечном итоге превратили его в Ящера. Когда преступная организация АИМ положила глаз на результаты его исследований, Саллис решил уничтожить все записи и вколол себе единственную ампулу с сывороткой. Преданный своей возлюбленной Эллен Брандт, спасаясь от преследования, Саллис въехал на машине в окружающее его лабораторию болото, и с тех пор все считали его погибшим. Учёный не знал, что в этом болоте находился «Нексус Всех Реальностей» — мистический портал, соединяющий все альтернативные измерения. Каким-то образом сыворотка в крови Теда вошла в контакт с магической энергией «Нексуса» и трансформировала его безжизненное тело в полуразумное неуклюжее существо по имени Леший.
Во время основной сюжетной линии Civil War, два агента Щ.И.Т.а были посланы в Эверглейдс, чтобы зарегистрировать Лешего согласно Акту о регистрации сверхлюдей. Поскольку Леший был недееспособным, чтобы подписать документы, это на самом деле было прикрытием для коррумпированного босса Щ. И. Т.а, чтобы убрать недобросовестных членов и поставить на его место другого. Попытка уничтожить Лешего потерпела неудачу.
Во время событий Dark Reign Леший был пойман Аресом, а позже он был замечен вместе с Легионом монстров в подземелье Манэттена. Когда Леший был заключён в тюрьму Рафт, Хэнк Пим исследовал его связь с «Нексусом» и нашёл способ использовать энергию этого существа для мгновенной телепортации Громовержцев Люка Кейджа в любую точку мира. Пройдя через несколько испытаний вместе с этой командой, Леший вернулся в родное болото во Флориде.
Во время событий комикса  Fear Itself, Леший впал в лютую ярость не поддающуюся контролю, вызванную всплеском страха и начал убивать невинных людей. Утка Говард решил нанять на работу Женщину-Халка, Ночного ястреба и Монстра Франкенштейна, тем самым образуя команду Кошмарная четвёрка. Все вместе они предприняли попытки остановить взбесившегося Лешего. Они атаковали его, но потерпели неудачу и тому удалось скрыться. Позже стало ясно, что Леший находился под влиянием Психо человека, который хотел превратить его в живое оружие. В результате, Психо человек столкнулся с Кошмарной четвёркой. Он призывал себе на помощь альтернативную версию Фантастической четвёрки (состоящий из Человека-паука, Росомахи, Халка и Призрачного гонщика) и отправил её на бой против Кошмарной четвёрки. Благодаря секретному оружию Утки Говарда — устройству названному как «Ничто», Психо человек и его приспешники были побеждены, в результате чего Леший обрёл свободу.
Фил Колсон позже завербовал Лешего, после чего он присоединяется к его Ревущей команде.

## Силы и способности
Леший — бывший ученый, который был преобразован в существо, составленное из вещества растительного происхождения через синергетическое взаимодействие мистической энергии и мутагенов болота. Хотя существо теперь испытывает недостаток в нормальном человеческом интеллекте и потеряло любое желание общаться с человеческим обществом, но, тем не менее, часто становится героем, поскольку он натыкается на различные преступления и сценарии ужаса..
По словам доктора Хэнка Пима, Леший разумен, но испытывает трудности в общении. Например однажды он спас младенца и отнёс его к врачу (будучи в состоянии понять деятельность врача и найти нужный адрес). Он знал, что по прибытии в дом необходимо пользоваться дверным звонком и положить руку на строп. Изменение интеллекта Лешего отчасти можно объяснить тем, что его мозг, органы чувств и центральная нервная система в настоящее время функционируют в совершенно иной манере, чем у простого человека. К примеру, слуховые рецепторы Лешего находятся в его лбу. Вне зависимости от степени его человеческого мышления, он может видеть зло внутри каждого человека.
Ещё одна из его способностей заключается в том, что он способен обнаруживать эмоции, например, счастья, мужества, любви и др. (положительные чувства) заставляют его чувствовать себя спокойным и сдержанно. Негативные чувства такие, как ненависть, гнев и страх, заставляют его приходить в ярость и причиняют ему боль. Также, он выделяет слизь, которая может сжечь почти всё. Но в то же время в нём находится специальная жидкость, которая действует как противоядие против данной слизи.
Леший практически непобедим. Он может быть уничтожен, но до тех пор, пока вокруг него существует растительность (является его исцеляющим фактором), он восстанавливается обратно. Он обладает большой суперсилой, но неизвестно, какой на самом деле предел у его силы. Леший, обладает способностью телепортироваться (в каком-то смысле) в различных части мира с помощью Нексус-точек. Он очень прочный, ведь его тело состоит из растительности, так что большинство вещей просто проходят сквозь него. Также не восприимчив к болезням.

## Другие версии
- Во время событий Savage Wolverine в рамках Marvel NOW!, другой Леший проживал на таинственном острове где-то в окрестностях Дикой Земли. Амадей Чо подтвердил, что он не является Тедом Саллисом, поскольку это существо пребывало на острове в течение длительного периода времени. Туземцы, жившие там, использовали кровь Лешего, чтобы воскресить Шанну-Дьяволицу[13].
- В течение сюжета Secret Wars была показана группа Леших[14].
- Корпорация Роксон создала копию Лешего, усилив его с помощью ДНК Грута. Этот Леший по приказу Дарио Аггера напал на Оружие Эйч в национальном парке Редвуд.[15] Позже Оружие Эйч освободил Лешего и Бруда-пилота из заточения, в котором их держали на той же базе, на которую привезли пленённым Оружие Эйч. Леший, Бруд и Оружие Эйч вместе разделались с роботами Роксон.[16]

## Альтернативные версии

### Mutant X
Сюжет Mutant X разворачивается в реальности, где обитают двойники персонажей вселенной Marvel, сильно отличающиеся от оригинала. В Mutant X Annual '99 (1999), верховный маг Земли Доктор Стрэндж обнаруживает в себе сущность Лешего. Его дальнейшие появления состоялись в Mutant X Annual '01 (2001), и Mutant X #32 (Июнь 2001).

### Marvel Super Hero Squad
Леший появляется в Marvel Super Hero Squad #10.

### Deadpool Kills the Marvel Universe
Леший появляется в последнем выпуске, где убивает Таскмастера, когда его страх «вспыхивает», после прикосновения монстра. Затем Леший жертвует собой, чтобы открыть охраняемые им врата.

### Ultimate Marvel
Ultimate-версия Лешего появляется в Ultimate Marvel Team-Up #10, где объединяется c Человеком-пауком, невольно спасая супергероя от Ящера. Кроме того, он кратко появляется в Ultimate Fantastic Four #7, во время превращения Рида Ричардса и его друзей в Фантастическую четвёрку.

## Вне комиксов

### Телевидение
- Леший появляется в мультсериале «Супергеройский отряд», в эпизоде «Человек-Вещь и мир без Героев!», озвученный Дэйвом Боатом.
- Леший появляется в мультсериале «Совершенный Человек-Паук», в эпизодах «Блейд» и «Ревущая команда». Он появляется в качестве члена Ревущей команды Ника Фьюри. А также появлялся в мультсериале Стражи Галактики.
- В мультсериале «Халк и агенты У.Д.А.Р.А.» Леший появляется в эпизоде «Неповоротливая команда».
- Леший был упомянут бывшим агентом Щ.И.Т. Марией Хилл в эпизоде «Ничего личного» сериала «Агенты Щ.И.Т.».
- Леший появляется в первой серии второго сезона мультсериала «Стражи Галактики».

### Кино
- В одноимённом фильме 2005 года роль Лешего исполнил актёр Марк Стивенс.
- Леший появляется в полнометражном анимационном фильме «Халк: Где обитают чудовища».
- В фильме «Тор: Рагнарёк» на планете Сакаар можно увидеть голову Лешего, что говорит о том что он был одним из чемпионов арены Грандмастера.

#### Кинематографическая вселенная Marvel

Леший в спецвыпуске «Ночной оборотень» (2022).

Леший появляется в спецвыпуске «Ночной оборотень» (2022), который входит в медиафраншизу «Кинематографическая вселенная Marvel» (КВМ). Его роль исполнил Кэри Джонс.

### Видеоигры
- Леший появляется в качестве камео в концовке Джилл Валентайн в игре «Marvel vs. Capcom 3: Fate of Two Worlds».
- Леший появляется в игре «Lego Marvel Super Heroes 2».
- Леший появляется в мобильной игре «Marvel: Contest of Champions» в качестве игрового персонажа.